# Zwolsche Stoomboot Maatschappij

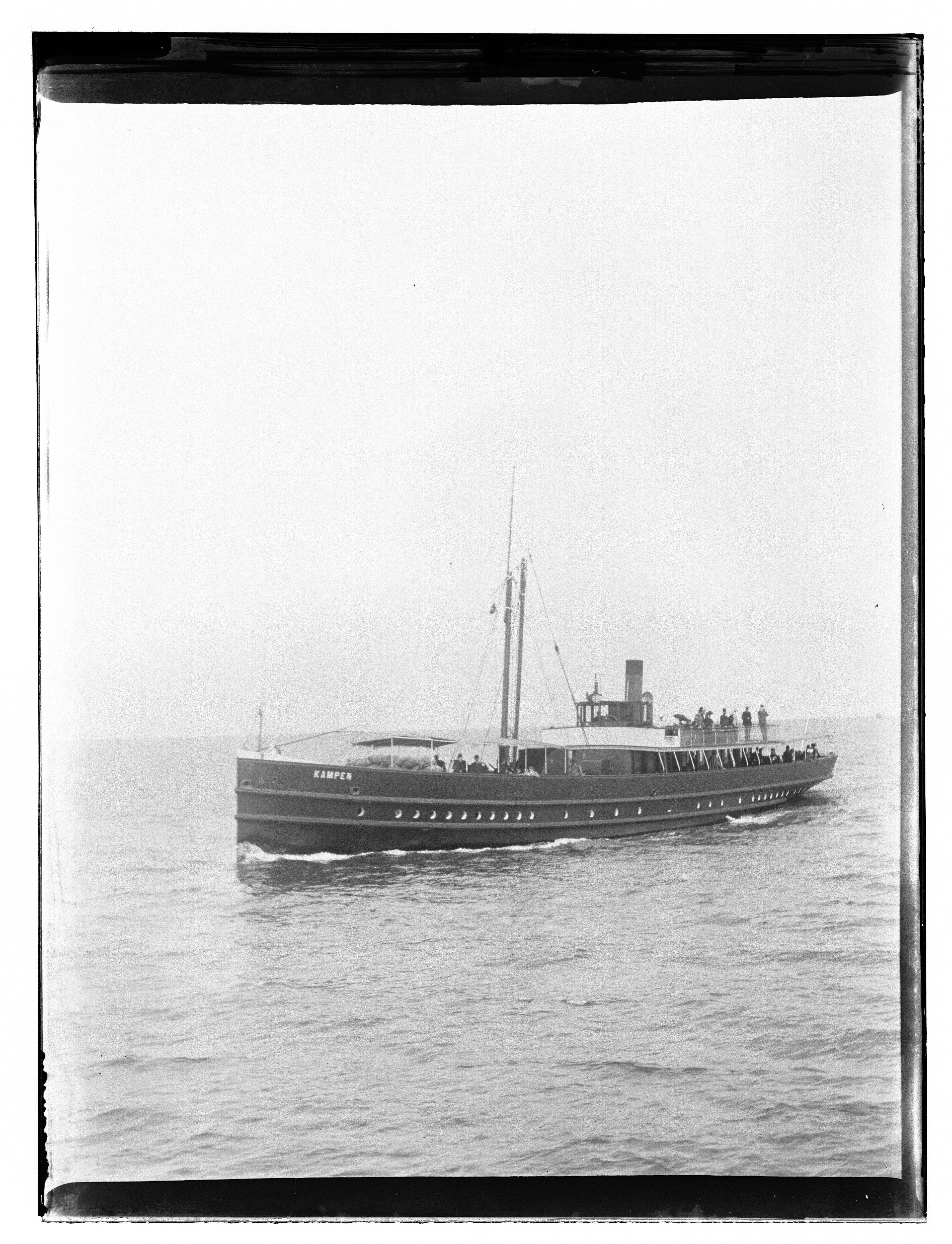
Het stoomschip KAMPEN uit 1899

De Zwolsche Stoomboot Maatschappij was een onderneming die in de negentiende eeuw met stoomboten een dienst onderhield tussen Amsterdam en Zwolle.
Nadat in het voorgaande jaar de overheid al een concessie had verleend, werd de maatschappij in juli 1841 in Zwolle opgericht. In september 1842 werd de dienst geopend met het nieuwe stoomschip Stad Zwolle. Zij vervoerde passagiers en vracht. Tien jaar later werd een tweede schip in de vaart gebracht voor hetzelfde traject: De Stad Amsterdam. Niet lang daarna werden de Jacoba en de Stad Meppel in de vaart gebracht voor het traject Zwolle-Meppel. De twee eerste schepen werden in 1861, respectievelijk 1864 vervangen door nieuwere schepen met dezelfde namen.
In de tachtiger jaren van de negentiende eeuw raakte de onderneming in moeilijkheden en in 1891 werd zij geliquideerd. De Stad Zwolle werd overgenomen door C. Bosman van Alkmaar Packet die er de dienst mee voortzette. In 1896 verkocht hij het bedrijf aan D.A. Verschure uit Amsterdam die er vanaf 1899 een nachtdienst mee onderhield onder de naam Zwolsche Nachtstoomboot Onderneming. Verschure liet voor de dienst twee nieuwe schepen bouwen, de Zwolle en de Kampen. In 1902 ging deze onderneming op in de fusiemaatschappij Verschure & Co.

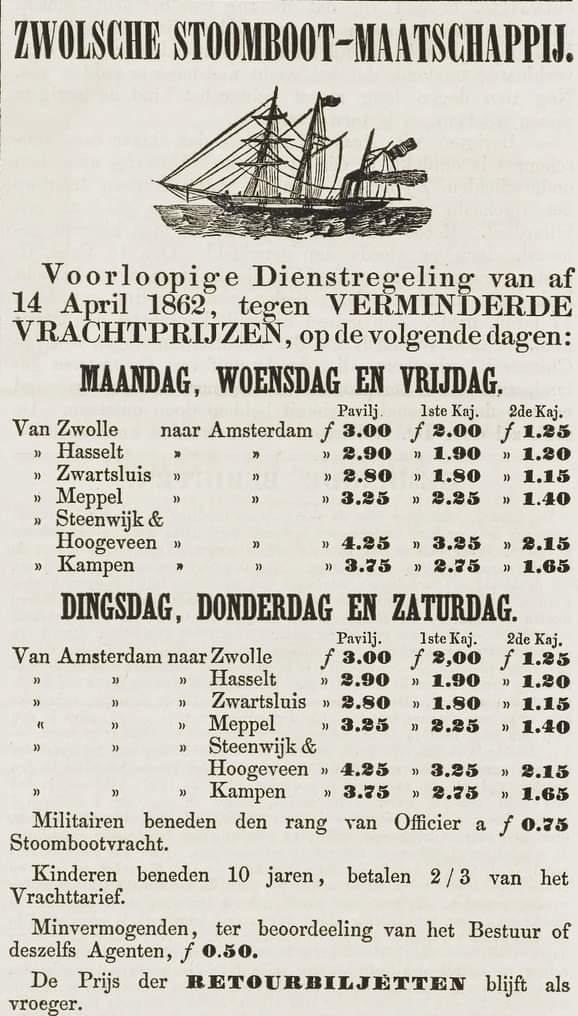
Dienstregeling 14 april 1862